# Relations entre la France et le Rwanda
Les relations entre la France et le Rwanda sont des relations internationales s'exerçant entre la République française et la République du Rwanda.
Tendues après le génocide des Tutsi au Rwanda, en raison du rôle de la France dans ce génocide, elles furent considérées comme sensibles et compliquées jusqu'en 2021, année au cours de laquelle un rapprochement diplomatique a permis une normalisation des relations bilatérales.

## Histoire

### Genèse des relations
La France et le Rwanda ouvrent des relations diplomatiques en 1962, lors de l'indépendance de ce dernier du Royaume de Belgique. La coopération militaire entre la France et le Rwanda remonte à 1975. La France a apporté un soutien militaire, financier et diplomatique au gouvernement hutu du président Juvénal Habyarimana contre le Front patriotique rwandais, dominé par les Tutsis, pendant la guerre civile rwandaise débutée en 1990. Elle est soupçonnée d'avoir poursuivi ce soutien pendant le génocide des Tutsis rwandais, déclenché par l'attentat du 6 avril 1994 contre Habyarimana. L'ampleur de ce soutien et son impact sur le génocide font l'objet de vives controverses, en particulier entre les gouvernements français et rwandais et continuent d'influencer les relations diplomatiques entre les deux pays.

### Rupture des relations diplomatiques de 2006 à 2009
Le 24 novembre 2006, les relations diplomatiques avec la France sont rompues à l'initiative du Rwanda à la suite des poursuites demandées au Tribunal pénal international pour le Rwanda par le juge français Jean-Louis Bruguière, à l'encontre du président Paul Kagame, et de l'émission, par le juge Bruguière, de neuf mandats d'arrêt contre des proches du président rwandais. Ce dernier est soupçonné par le juge français d'être impliqué dans l'attentat du 6 avril 1994 qui coûta la vie aux présidents rwandais Juvénal Habyarimana et burundais Cyprien Ntaryamira et déclencha le génocide des Tutsi au Rwanda. L'ambassade ainsi que la plupart des institutions françaises présentes au Rwanda sont alors fermées.

### Rétablissement et normalisation des relations bilatérales depuis 2009
À partir de 2007 les plaintes contre des personnes accusées de génocide présents en France ont commencé d'aboutir à des instructions.
Le 29 novembre 2009, les deux pays décident de rétablir leurs relations diplomatiques. Le ministre français des Affaires étrangères, Bernard Kouchner, puis le président de la République, Nicolas Sarkozy, effectuent tous deux des déplacements à Kigali afin de symboliser la normalisation des relations, vingt-cinq ans après la dernière visite d'un chef d'État français, François Mitterrand. Lors de ce déplacement en février 2010, Nicolas Sarkozy a reconnu de « graves erreurs d'appréciations » et un « aveuglement » de la part des autorités françaises à l'époque du génocide.
Le juriste Jacques Kabalé est nommé ambassadeur du Rwanda en France en juin 2010.
Cependant, la France ne possède plus d'ambassadeur accrédité à Kigali depuis 2015 à la suite du refus de Kigali d'accréditer le candidat français à ce poste. Elle est représentée par Jérémie Blin, chargé d'affaires de 2019 à 2021,.
Les relations s'améliorent significativement sous la présidence d'Emmanuel Macron qui, à la suite du rapport de la commission Duclert, a reconnu la responsabilité de la France, notamment son aveuglement et ses erreurs de jugement qui n'ont pas permis de prévenir le génocide de 1994,. Le 12 juin 2021, Antoine Anfré est nommé nouvel ambassadeur de France au Rwanda et accrédité par le gouvernement rwandais.